# La bambola di Mimma
La bambola di Mimma è un cortometraggio del 1914 diretto da Enrico Novelli per la Giano Film.